# Guido I di Mâcon
Guido I di Mâcon, Guy in francese, Guiu in catalano e Wido in latino (982 – 1004), fu Conte di Mâcon dal 1002 fino alla sua morte.

## Origine
Guido, sia secondo il documento nº 228 del Chartes et documents de Saint-Bénigne de Dijon des origines à 1300 (Dijon) II (non consultato) che, secondo la Chronique de l'abbaye de Saint-Bénigne de Dijon era figlio del conte di Borgogna e futuro duca di Borgogna, Ottone Guglielmo e della Contessa consorte di Mâcon, Ermentrude di Roucy, che era figlia di Rinaldo di Roucy e di Alberada di Lotaringia, figlia di Gilberto di Lotaringia e di Gerberga di Sassonia, come riporta il Flodoardi Annales (la cronaca di Flodoardo).

Come ci conferma Rodolfo il Glabro, nel suo Rodulfus Glaber Cluniacensis, Historiarum Sui Temporis Libri Quinque, Ottone I Guglielmo di Borgogna discendeva dalla stirpe degli Anscarici: era il figlio di Adalberto II, sesto marchese d'Ivrea e re d'Italia e di Gerberga di Châlon (circa 945-ca. 990), figlia del conte di Châlon e d'Autun, Lamberto e della sua prima moglie, di cui non si conoscono né il nome né gli ascendenti.

## Biografia
Sua madre, Ermentrude di Roucy, in prime nozze, tra il 966 (in quanto in quella data, Ermetrude non viene ancora citata) ed il 970 (in quanto nel gennaio del 971, Alberico e Ermetrude risultano già sposati), aveva sposato, divenendo contessa consorte di Mâcon Alberico II di Mâcon.

Sua madre ad Alberico II aveva dato due figli maschi:
- Letaldo, arcivescovo di Besançon;
- Alberico, abate di Saint-Paul di Besançon;

Quando Ermetrude rimase vedova, i due figli erano ancora molto giovani e Ermetrude si risposò, in seconde nozze, come conferma il documento n° VII del Cartulaire de Saint-Vincent de Mâcon (quo morto, dominus Guillelmus comes uxorem illius accepit), con il conte di Borgogna e futuro duca di Borgogna, Ottone Guglielmo, che, per diritto di matrimonio, succedette ad Alberico come Conte di Mâcon (post hunc, Otto comes fuit), e i due figli di primo letto di Ermetrude furono avviati ad una carriera ecclesiastica.
Dal 995, Guido, sia secondo la Histoire de Mâcon du IXème au XIIIème, che secondo LES COMTES DE MACON, fu responsabile della contea di Mâcon.
Non si conosce, l'anno esatto della morte di sua madre, Ermetrude, si presume sia morta verso il 1002, e, in quell'anno Guido divenne Conte di Mâcon.

Neppure di Guido si conosce la data esatta della sua morte, che avvenne nel 1004, in quanto in quell'anno, suo padre, Ottone Guglielmo si trovava a Digione, dove fece una donazione assieme al figlio, Rinaldo, in suffragio delle anime del patrigno, Enrico I di Borgogna e della madre, Gerberga, di Guido e della moglie Ermentrude di Roucy, come ci viene confermato dalla Chronique de l'abbaye de Saint-Bénigne de Dijon.

Guido fu tumulato nel monastero di San Benigno a Digione, come ci viene confermato dalla Chronique de l'abbaye de Saint-Bénigne de Dijon.

A Guido succedette il figlio Ottone, sotto la reggenza del nonno Ottone I Guglielmo; infatti la Chronica Albrici Monachi Trium Fontium, riporta che succedette al padre, nel 1005, e al nonno, nel 1027.

## Matrimonio e discendenza
Della moglie di Guido non si conosce il nome, ma secondo diversi storici era una discendente di Alberico II di Mâcon, sia secondo la Histoire de Mâcon du IXème au XIIIème, che secondo LES COMTES DE MACON, era figlia di Beatrice, sorellastra di Guido.

Guido dalla moglie ebbe un figlio:
- Ottone (999-1041), Conte di Mâcon[11].

## Ascendenza
|                                |   |                        | Genitori                |  |  | Nonni |  |  | Bisnonni              |  |  | Trisnonni           |  |
|                                |   |                        |                         |  |  |       |  |  | Berengario II d'Ivrea |  |  | Adalberto I d'Ivrea |  |
|                                |   |                        |                         |  |  |       |  |  | Berengario II d'Ivrea |  |  | Adalberto I d'Ivrea |  |
|                                |   | Gisla del Friuli       |                         |  |  |       |  |  | Berengario II d'Ivrea |  |  |                     |  |
| Adalberto II d'Ivrea           |   |                        |                         |  |  |       |  |  | Berengario II d'Ivrea |  |  |                     |  |
|                                |   | Willa III d'Arles      | Bosone d'Arles          |  |  |       |  |  |                       |  |  |                     |  |
|                                |   | Willa III d'Arles      | Bosone d'Arles          |  |  |       |  |  |                       |  |  |                     |  |
|                                |   | Willa III d'Arles      | Willa II di Borgogna    |  |  |       |  |  |                       |  |  |                     |  |
| Ottone I Guglielmo di Borgogna |   | Willa III d'Arles      |                         |  |  |       |  |  |                       |  |  |                     |  |
|                                |   | Lamberto di Digione    | Roberto di Digione      |  |  |       |  |  |                       |  |  |                     |  |
|                                |   | Lamberto di Digione    | Roberto di Digione      |  |  |       |  |  |                       |  |  |                     |  |
|                                |   | Lamberto di Digione    | Ingeltrude              |  |  |       |  |  |                       |  |  |                     |  |
| Gerberga di Châlon             |   | Lamberto di Digione    |                         |  |  |       |  |  |                       |  |  |                     |  |
|                                |   | Adele di Borgogna      | Gilberto di Borgogna    |  |  |       |  |  |                       |  |  |                     |  |
|                                |   | Adele di Borgogna      | Gilberto di Borgogna    |  |  |       |  |  |                       |  |  |                     |  |
|                                |   | Adele di Borgogna      | Ermengarda di Borgogna  |  |  |       |  |  |                       |  |  |                     |  |
| Guido I di Mâcon               |   | Adele di Borgogna      |                         |  |  |       |  |  |                       |  |  |                     |  |
|                                | … | …                      |                         |  |  |       |  |  |                       |  |  |                     |  |
|                                | … | …                      |                         |  |  |       |  |  |                       |  |  |                     |  |
|                                | … | …                      |                         |  |  |       |  |  |                       |  |  |                     |  |
| Rinaldo di Roucy               | … |                        |                         |  |  |       |  |  |                       |  |  |                     |  |
|                                |   | …                      | …                       |  |  |       |  |  |                       |  |  |                     |  |
|                                |   | …                      | …                       |  |  |       |  |  |                       |  |  |                     |  |
|                                |   | …                      | …                       |  |  |       |  |  |                       |  |  |                     |  |
| Ermentrude di Roucy            |   | …                      |                         |  |  |       |  |  |                       |  |  |                     |  |
|                                |   | Gilberto di Lotaringia | Reginardo di Lotaringia |  |  |       |  |  |                       |  |  |                     |  |
|                                |   | Gilberto di Lotaringia | Reginardo di Lotaringia |  |  |       |  |  |                       |  |  |                     |  |
|                                |   | Gilberto di Lotaringia | Hersenda/Alberada       |  |  |       |  |  |                       |  |  |                     |  |
| Alberada di Lotaringia         |   | Gilberto di Lotaringia |                         |  |  |       |  |  |                       |  |  |                     |  |
|                                |   | Gerberga di Sassonia   | Enrico I di Sassonia    |  |  |       |  |  |                       |  |  |                     |  |
|                                |   | Gerberga di Sassonia   | Enrico I di Sassonia    |  |  |       |  |  |                       |  |  |                     |  |
|                                |   | Gerberga di Sassonia   | Matilde di Ringelheim   |  |  |       |  |  |                       |  |  |                     |  |
|                                |   | Gerberga di Sassonia   |                         |  |  |       |  |  |                       |  |  |                     |  |

### Fonti primarie
- (LA)  Cartulaire de Saint-Vincent de Mâcon, connu sous le nom de "Livre enchaîné".
- (LA)  Recueil des chartes de l'abbaye de Cluny. Tome 1.
- (LA)  Recueil des chartes de l'abbaye de Cluny. Tome 2.
- (LA)  Monumenta Germaniae Historica, Scriptores, tomus III.
- (LA)  Monumenta Germaniae Historica, Scriptores, tomus XXIII.
- (LA)  Chronique de l'abbaye de Saint-Bénigne de Dijon.
- (LA)  Rodulfus Glaber Cluniacensis, Historiarum Sui Temporis Libri Quinque.

### Letteratura storiografica
- (FR)  Histoire de Mâcon du IXème au XIIIème.